# Johan Axel Wetterlund
Johan Axel Wetterlund, född 15 januari 1858 i Habo, Västergötland, död 23 oktober 1927 i Köln, var en svensk skulptör.

## Biografi

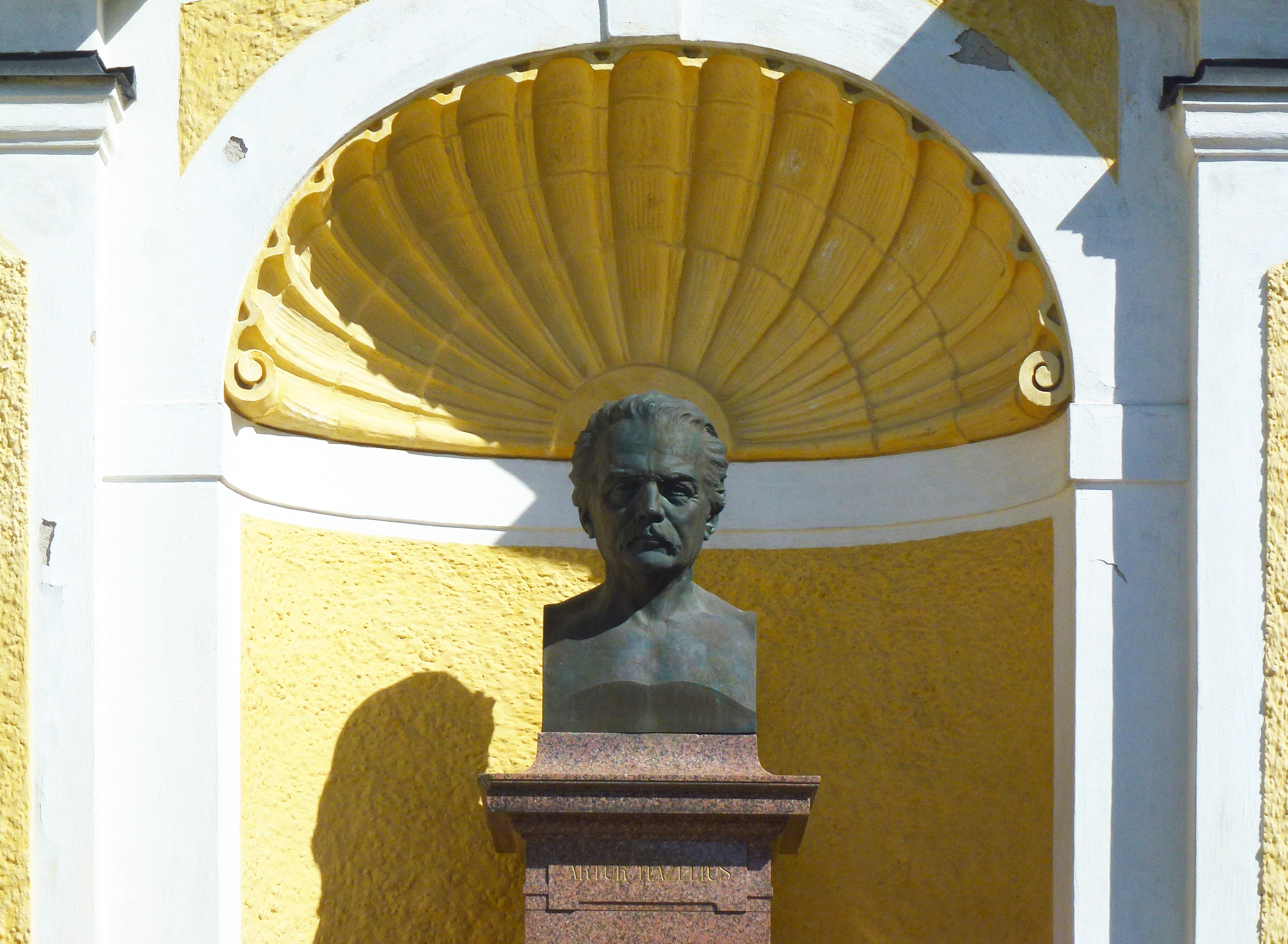
Artur Hazelius byst i brons, skapad av Johan Axel Wetterlund.

Han var son till snickaren Johan Wetterlund och Sofa Anderdotter och från 1890 gift med Anna Maria Peterson samt bror till ornamentsbildhuggaren Emil Wetterlund. Han studerade vid Slöjdskolan i Stockholm där han uppmärksammades av arkitekten Sven Scholander som anställde honom som modellör. Han gjorde på ett statligt resestipendium studier av skulpturala utsmyckningar i Tyskland, Frankrike och Italien 1904–1905 samt under senare resor. Wetterlund gjorde sig känd huvudsakligen genom dekorativa skulpturverk, bland dessa åtta statyer på Stockholms slotts södra fasad och fyra allegoriska grupper vid Logården (1899–1901), altargrupperna Korsnedtagningen i Katarina kyrka (1906), Himmelsfärden i Sofia kyrka (1906) och de skulpturala delarna till den nu nedmonterade altaruppsatsen i Fredrikskyrkan som är förmodligen det enda altaret i Sverige med sakramentsskåp för nattvardskärl (1913), dessutom Artur Hazelius byst i brons vid uppfarten till Skansen (1907) och Carl Michael Bellmans byst vid friluftsteatern i Hagaparken (brons, 1918) och evangelistsymbolerna för altaret i Hedvig Eleonora kyrka i Stockholm med flera.
I åtta ursprungligen tomma nischer på Stockholms slotts södra fasad står statyer av berömda svenska män, vilka tillkom på 1890-talet genom Oscar II:s initiativ som 1899 gav Wetterlund uppdraget att fullfölja Tessins utsmyckningsplaner som inte kommit till utförande. Statyerna är cirka 2,8 meter höga, gjorda i zink och är utförda av Wetterlund. Männen föreställer Erik Dahlbergh, Carl von Linné, Nicodemus Tessin den yngre och Georg Stiernhielm (till vänster om Södra valvet) och Haquin Spegel, Olof von Dalin, Rutger von Ascheberg och Carl Fredrik Adelcrantz (till höger om Södra valvet). Utöver sitt arbete för Scholander fick han även utsmyckningsuppdrag av Isak Gustaf Clason bland annat två kandelabergrupper med amoriner kring en urna till Hallwylska palatset och för Erik Josephson utförde han ett flertal utsmyckningar för olika byggnader i Stockholm. För Göteborgs universitet utförde han 1909 två trapplejon och det kom att bli en motivkrets som fångade hans intresse mer än de officiella uppdragen. Han utförde en rad småskulpturer med djur främst lejon i vila och rörelse som visades vid en minnesutställning på Liljevalchs konsthall 1928. Wetterlund tilldelades medaljen Litteris et Artibus 1903 och han finns representerad vid bland annat Nationalmuseum i Stockholm.

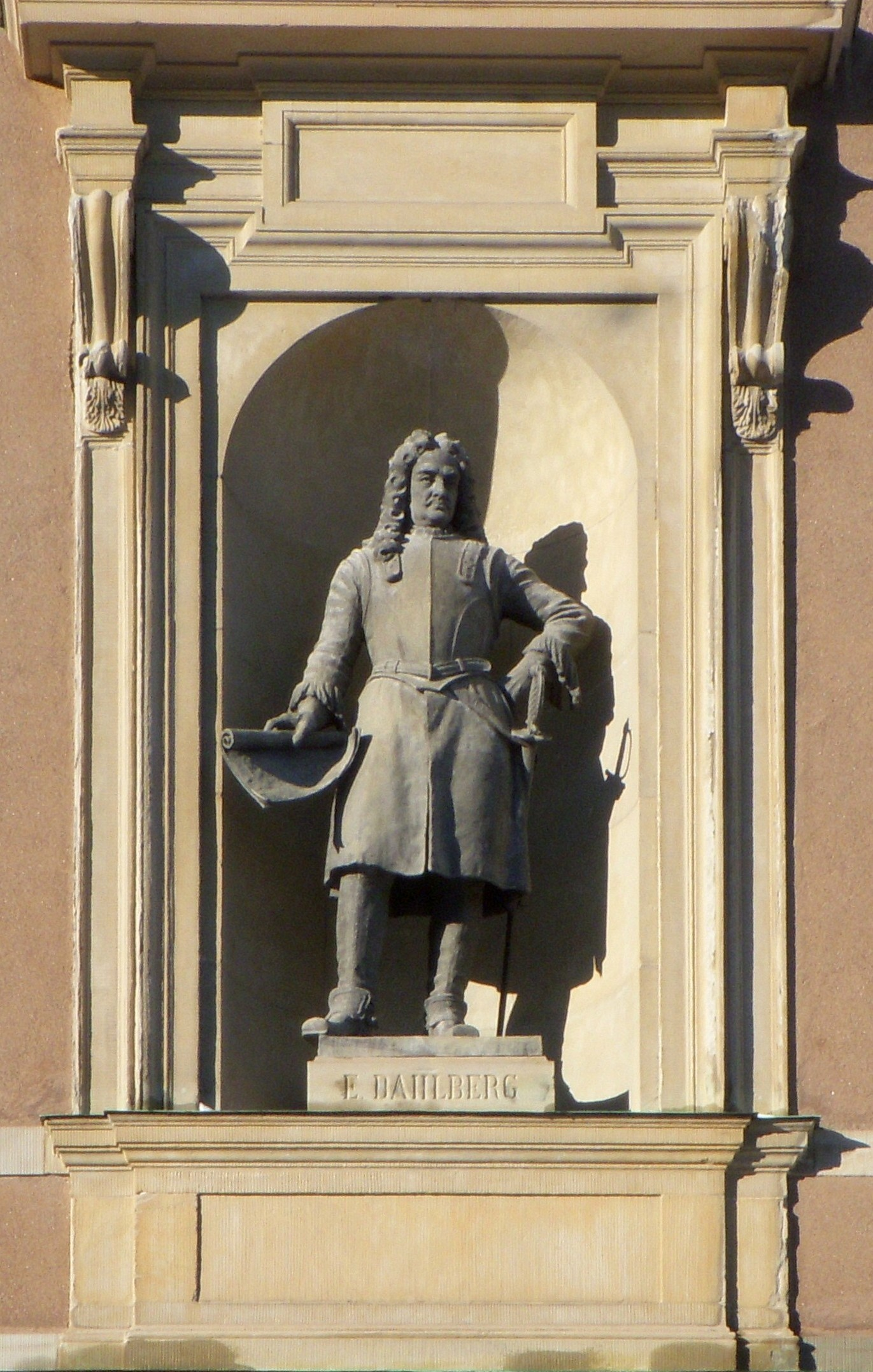
Erik Dahlbergh
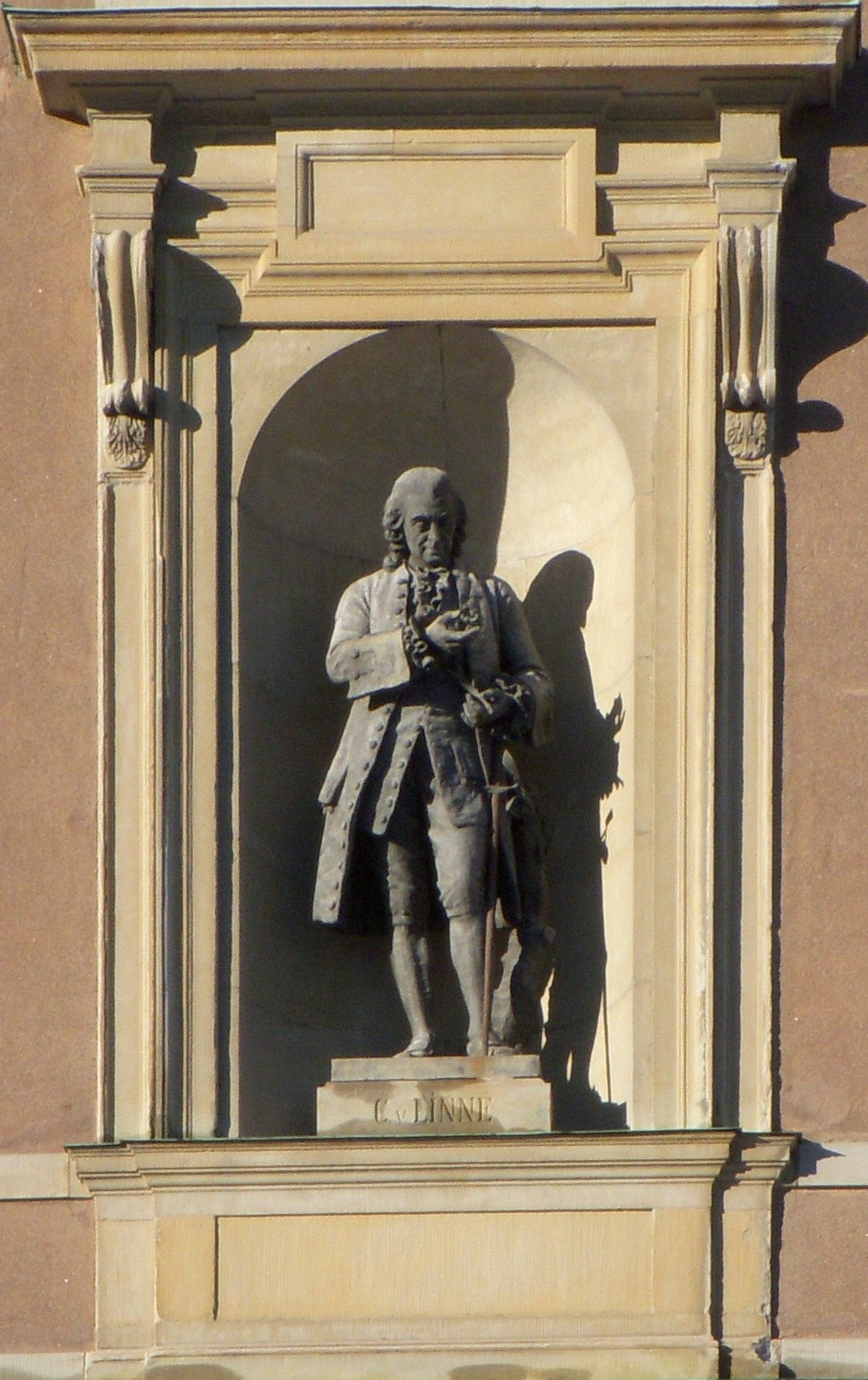
Carl von Linné
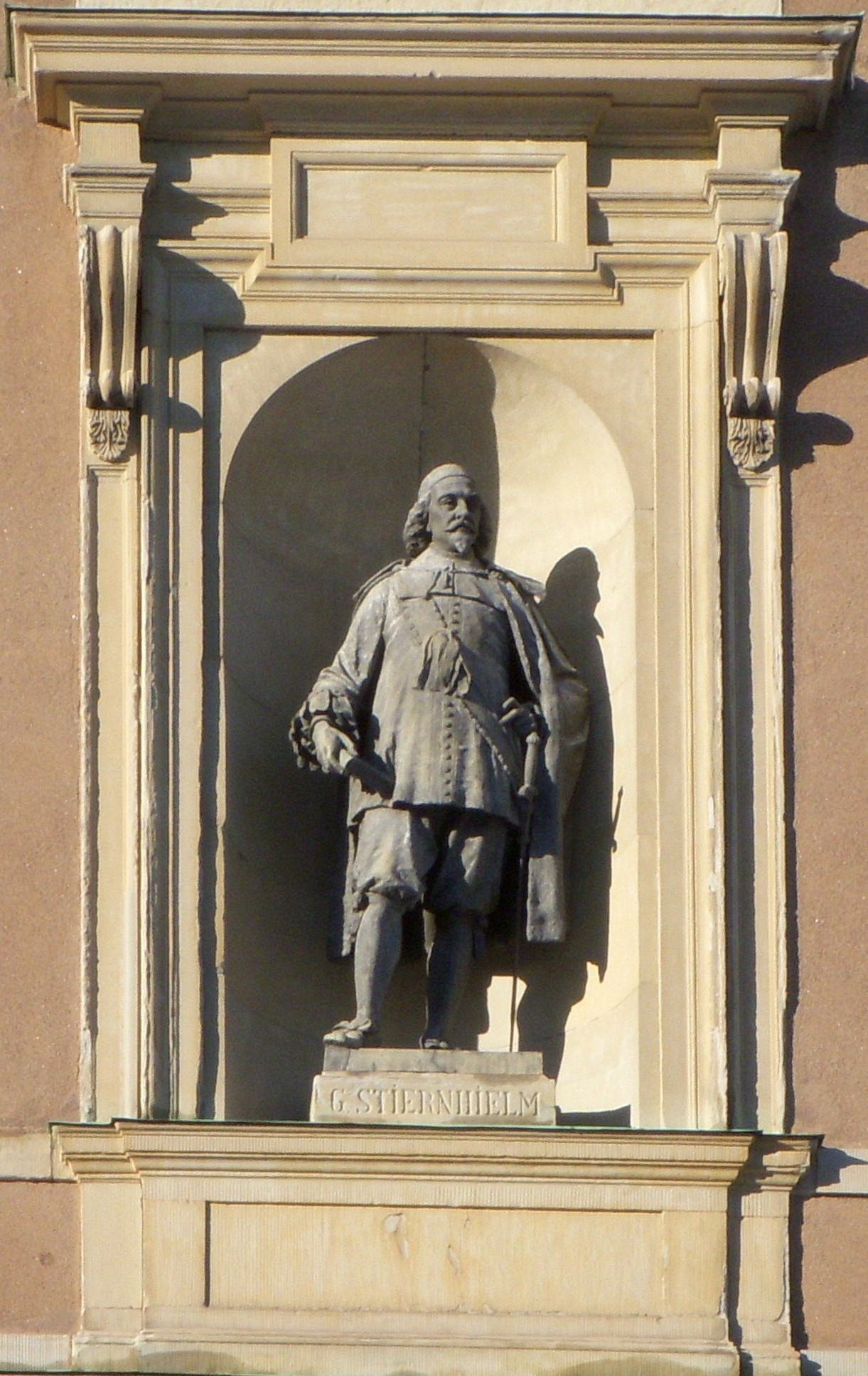
Georg Stiernhielm
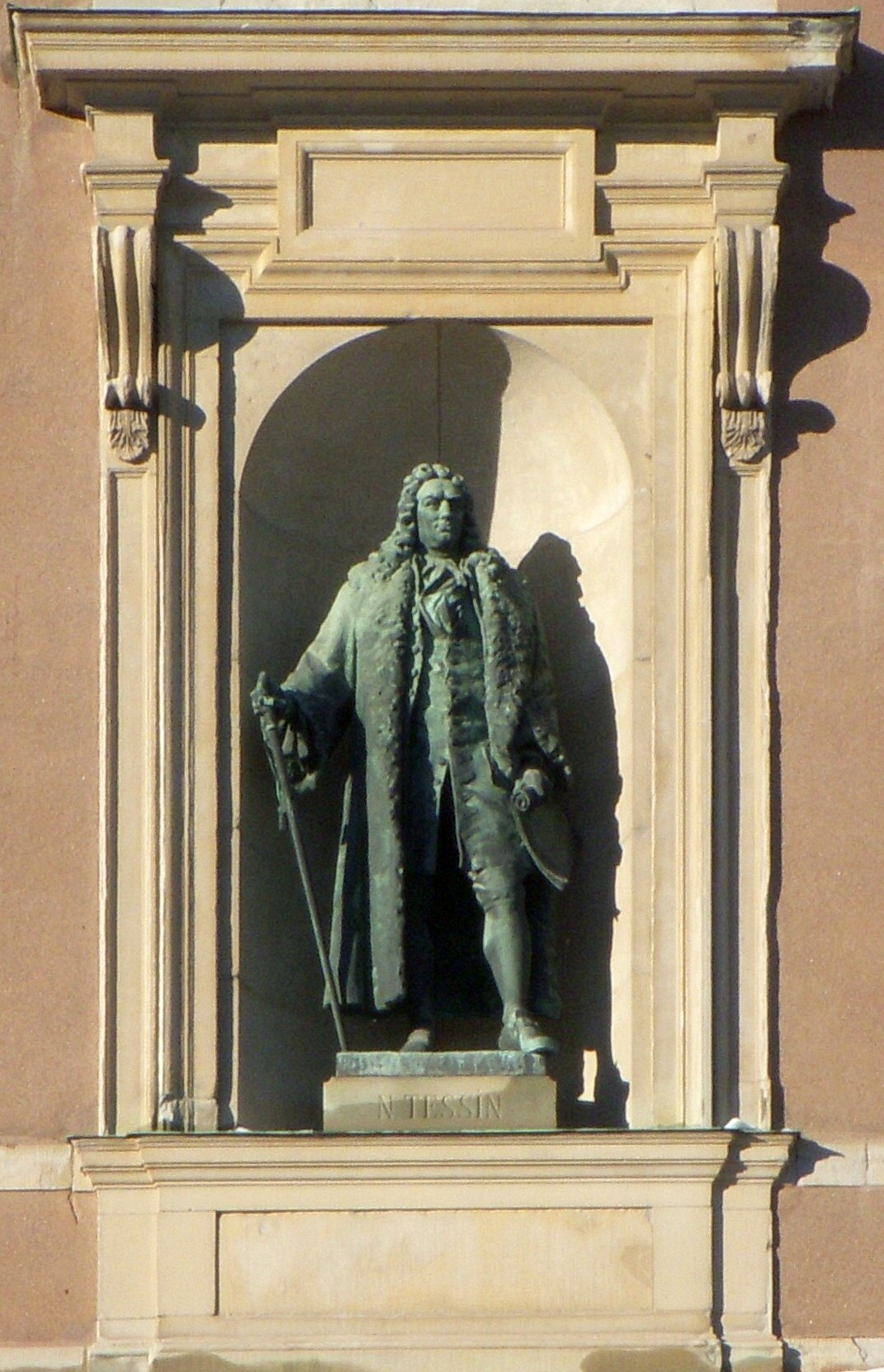
Nicodemus Tessin den yngre

På balustraden mellan Logården och Logårdstrappan finns fyra skulpturer med olika teman: "Barmhärtighet", "Poesi", "Musik" och "Religion". De skapades 1903 Wetterlund och göts i brons av Otto Meyer. Storlek är cirka 1,5 x 1,0 meter.

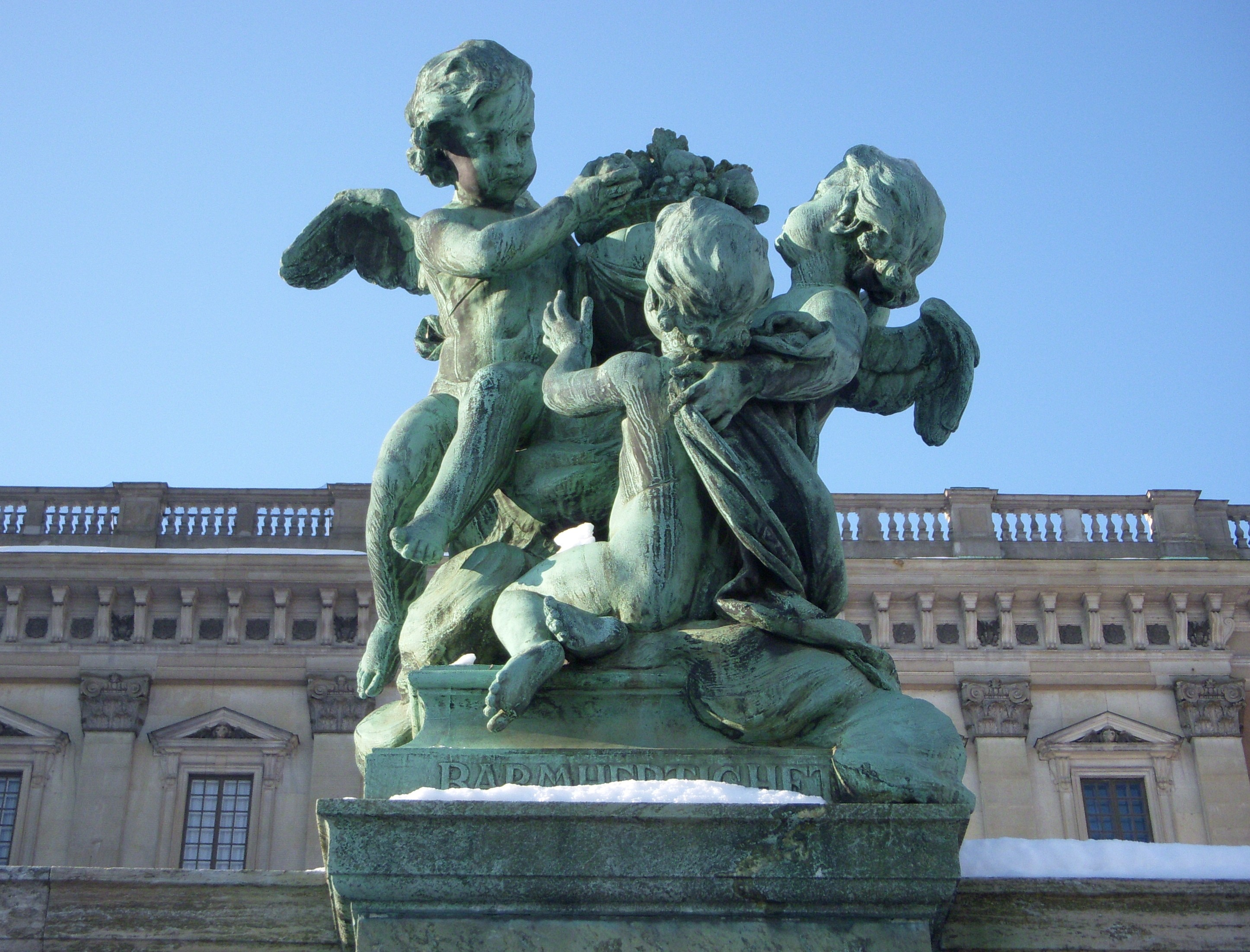
"Barmhärtighet"
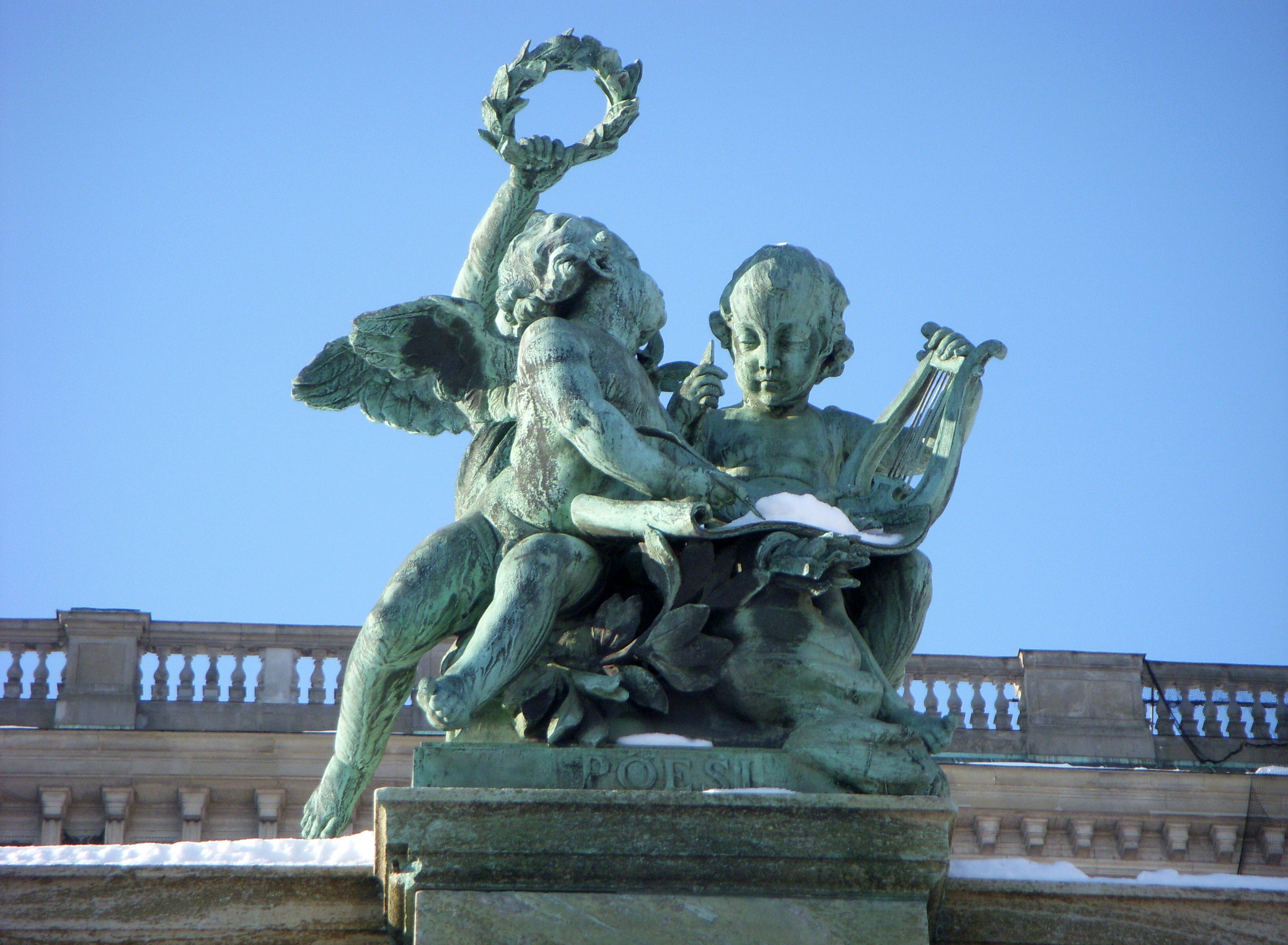
"Poesi"
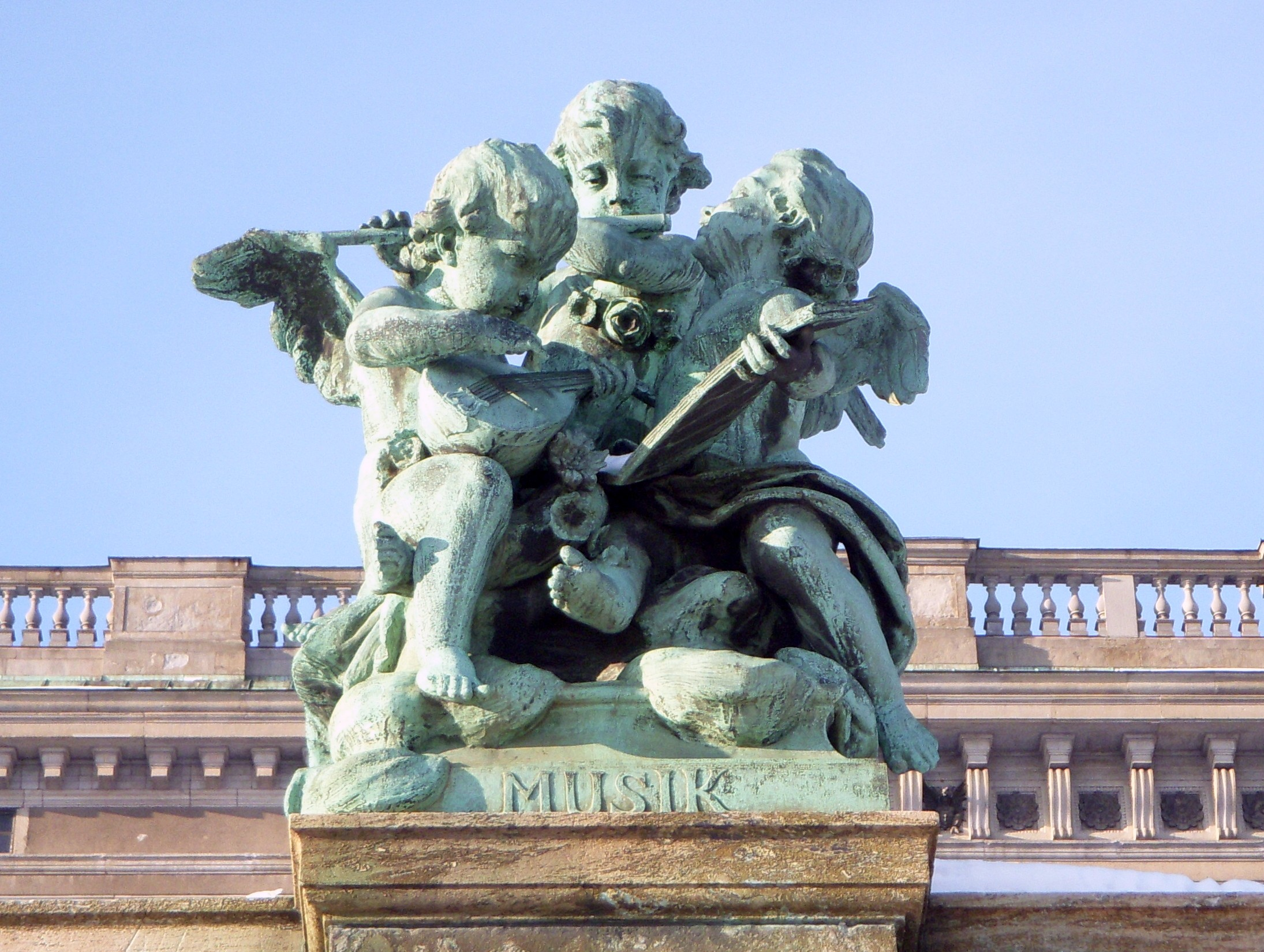
"Musik"
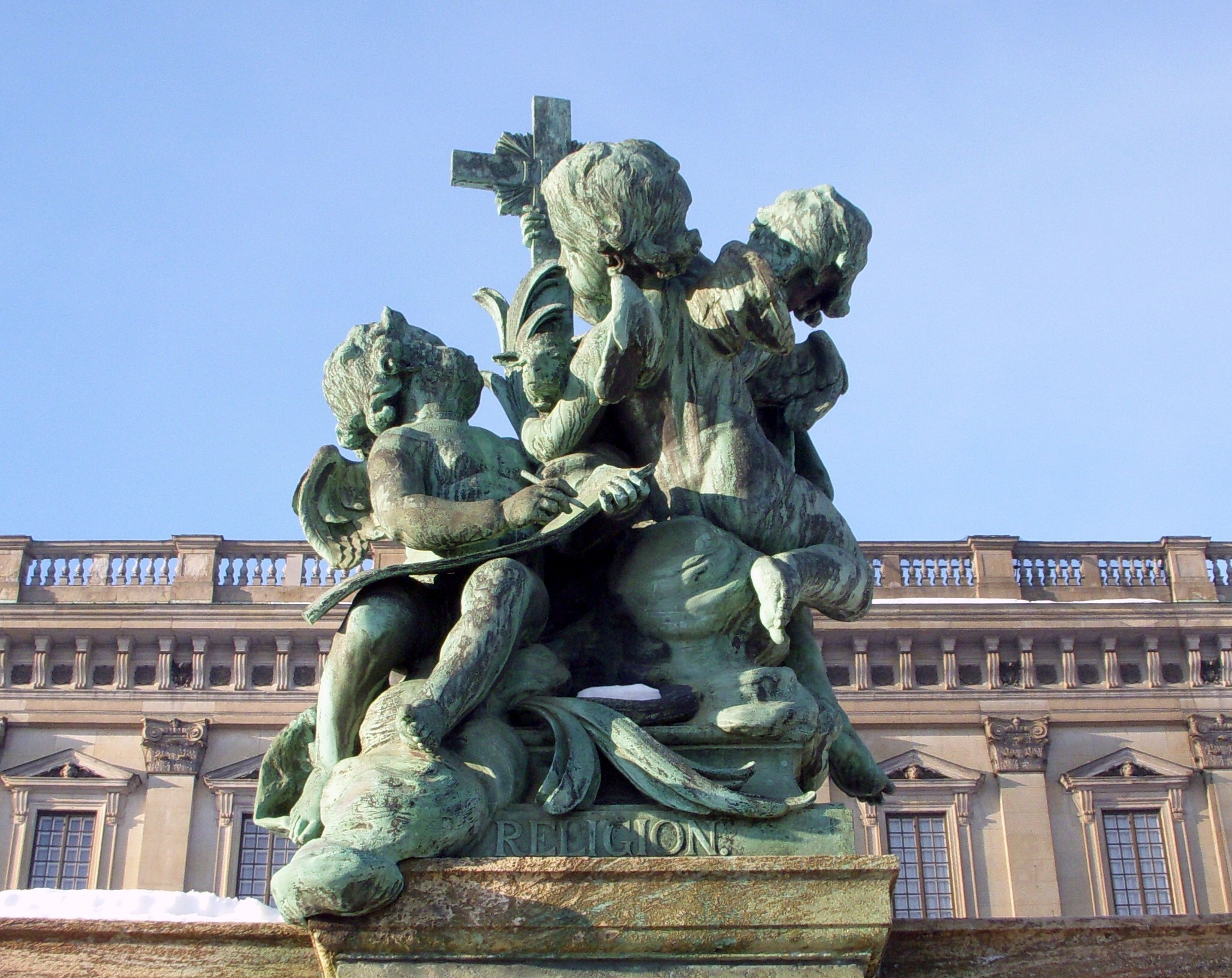
"Religion"